# Santa Maria del Cedro
Santa Maria del Cedro är en ort och kommun i provinsen Cosenza i regionen Kalabrien i Italien. Kommunen hade 5 004 invånare (2018).